# Breguet Bre.5
Breguet Bre.5 và các loại phát triển từ Bre.5: Bre.6 và Bre.12, là loại máy bay tiêm kích hộ tống hai tầng cánh của Pháp trong Chiến tranh thế giới I.

## Biến thể
Bre.5
Bre.5Ca.2
Grahame White G.W.19
Bre.6
Bre.6B.2
Bre.6Ca.2
Bre.12
Bre.12B.2
Bre.12Ca.2

## Quốc gia sử dụng
Pháp
- Lục quân Pháp

 Anh Quốc
- Cục Không quân Hải quân Hoàng gia

## Tính năng kỹ chiến thuật (Bre.5Ca.2)

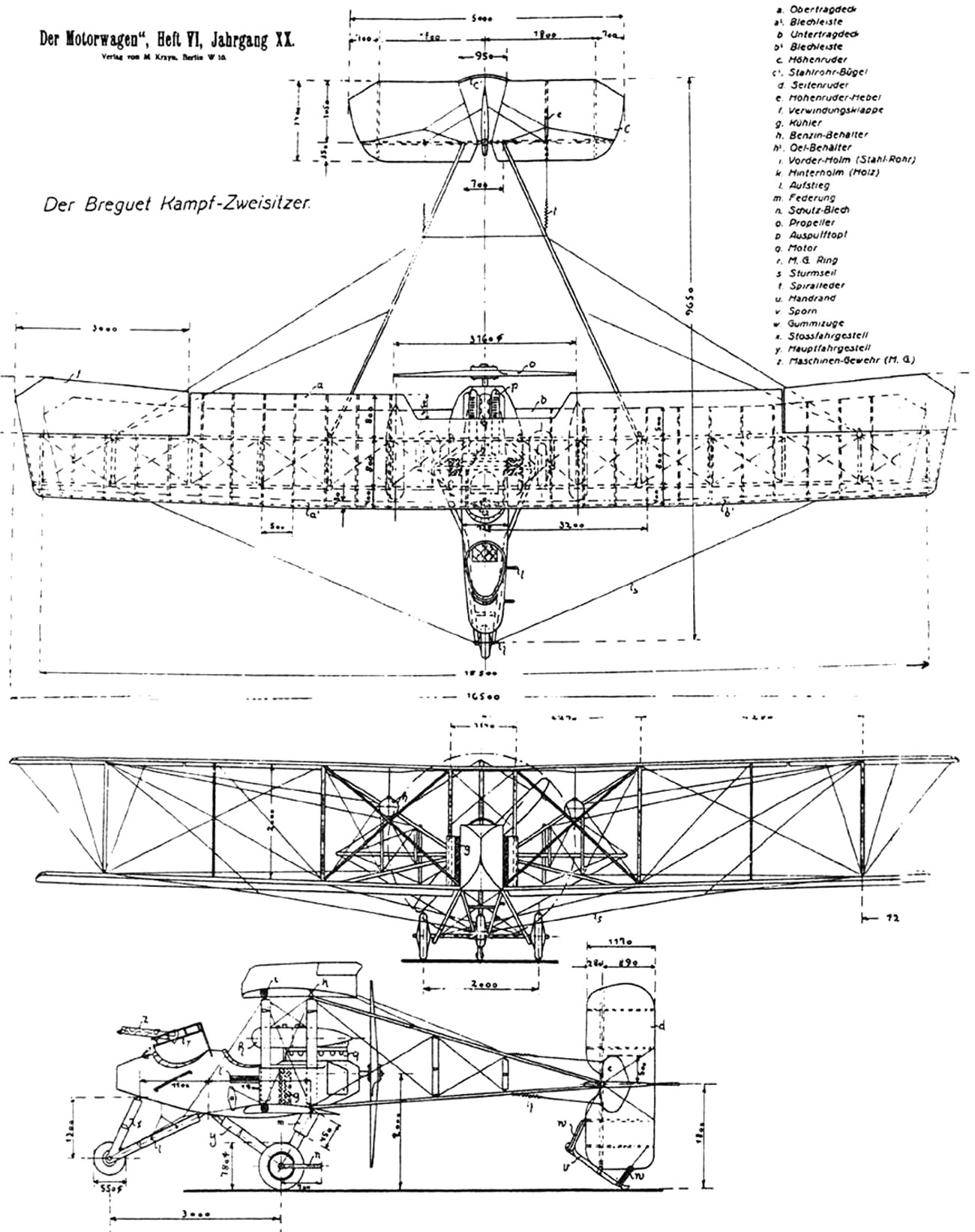
Breguet 5

Đặc điểm tổng quát
- Kíp lái: 2
- Chiều dài: 9,90 m (32 ft 10 in)
- Sải cánh: 17,50 m (57 ft 8 in)
- Chiều cao: 3,90 m (12 ft 9 in)
- Diện tích cánh: 57,7 m2 (621 ft2)
- Trọng lượng rỗng: 1.347 kg (2.970 lb)
- Trọng lượng có tải: 1.886 kg (4.158 lb)
- Powerplant: 1 × Renault 12Fb, 164 kW (220 hp)

Hiệu suất bay
- Vận tốc cực đại: 136 km/h (83 mph)
- Tầm bay: 700 km (435 dặm)
- Thời gian bay: 6 giờ  15 phút
- Trần bay: 4.300[1] m (14.110 ft)
- Vận tốc lên cao: 1,2 m/s (236 ft/phút)

Vũ khí trang bị
- 1 × pháo Hotchkiss 37 mm (1.46 in)